# 米爾維爾 (印地安納州亨利縣)
米爾維爾（英語：Millville）是位於美國印地安納州亨利縣的一個非建制地區。該地的面積和人口皆未知。